# 蓋倫巴赫河 (布賴蒂巴赫河支流)
47°23′20″N 8°36′47″E / 47.38897°N 8.61294°E

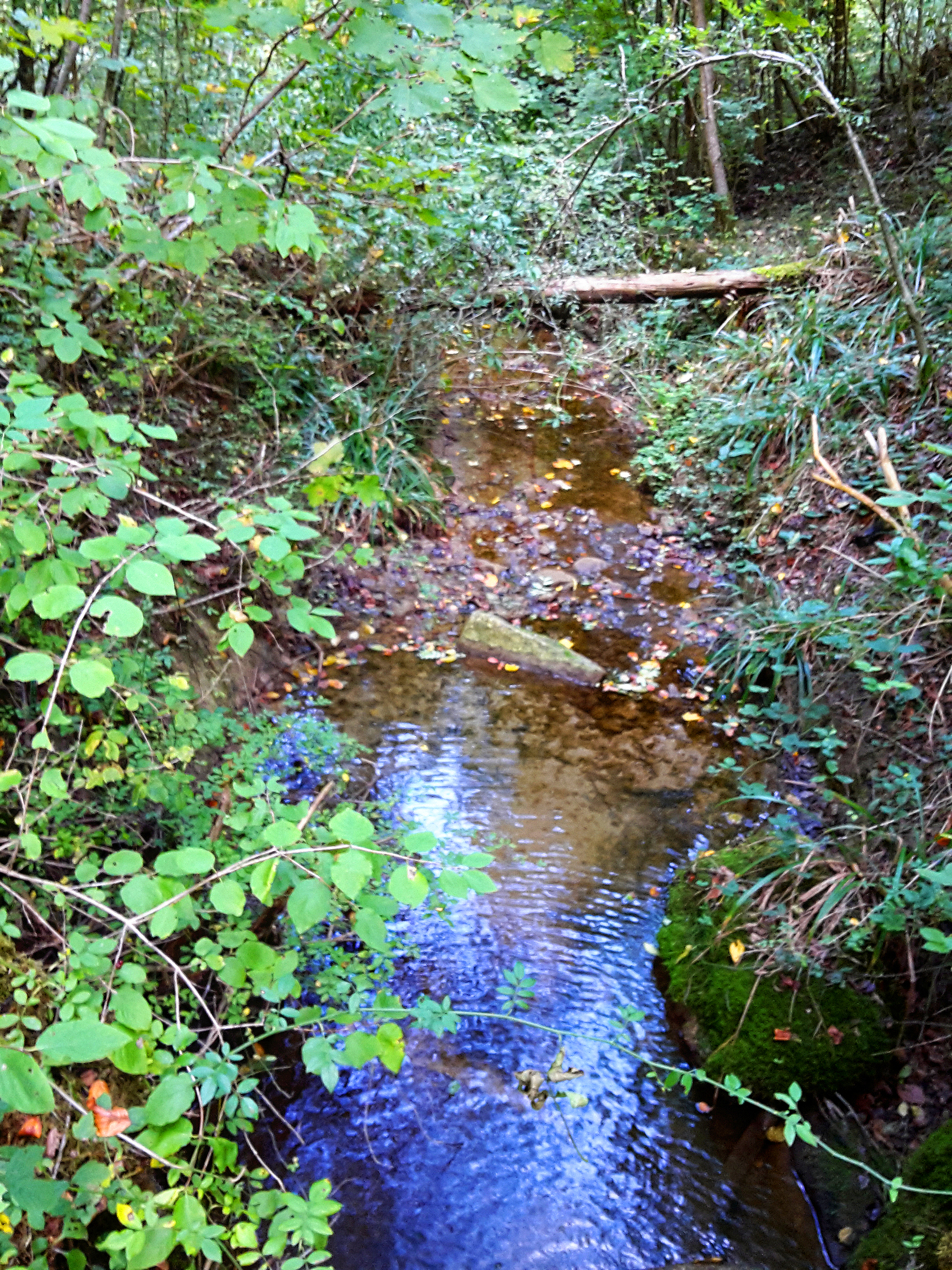

蓋倫巴赫河是瑞士的河流，位於該國北部，流經蘇黎世州，屬於布賴蒂巴赫河的左支流，河道全長2.3公里，流域面積1平方公里，河畔城鎮有迪本多夫。